# Episoadele filmului Vizitatorii
Acest articol acoperă partea de prezentare a episoadelor filmului serial ceh "Vizitatorii".

## Rezumatul episoadelor
Episoadele filmului serial "Vizitatorii" au următoarele titluri:
1. În anul 2484 -  În anul 2484, Creierul central al Omenirii semnalează un pericol. El a descoperit la mare depărtare de Pământ o cometă cu coadă care se îndreaptă spre planetă. Se întrunește o adunare a savanților de pe întreg cuprinsul Pământului. Sunt consultați și delfinii inteligenți. Continentele ar putea dispărea, iar polii s-ar inversa. Academicianul Filip aduce la cunoștința savanților faptul că un faimos fizician Adam Bernau ar fi descoperit o formulă care este foarte utilă pentru rezolvarea unei probleme. Singura soluție ar fi translarea continentelor în spațiu și în timp. În acest sens, este organizată o expediție pentru a călători în trecut. Trei bărbați și o femeie urmează să se întoarcă în timp în anul 1984.  
2. Călătoria în timp – Academicianul Filip, împreună cu Emilia Fernandez, cu Leo Kane și cu doctorul Jacques Michell studiază secolul al XX-lea unde trebuie să călătorească. Cunoașterea acestui secol cu războaiele sale mondiale, cu febra înarmărilor, cu foametea și cu inechitatea socială le produce dezgust și se gândesc să renunțe la efectuarea experimentului. Vizitatorilor li se construiește un mediu de viață identic cu cel de acum 500 ani, pentru a se adpta cu tehnologia de atunci. Li se oferă identități noi și li se dau haine așa cum erau folosite cu 500 ani în urmă.
3. Contactul cu oamenii - Într-o simulare a unui incendiu, profesorul Filip este salvat în ultimul moment din flăcări. Este echipată o mașină a timpului prin transformarea unui automobil Lada Niva. După o perioadă de antrenament, în care profesorul Filip a trecut prin multe lipsuri și dificultăți, vizitatorii își încep călătoria teleportându-se în satul Kamerice, din Boemia, unde locuiește Adam Bernau, omul de știință cu ale cărui cunoștințe vizitatorii cred că ar rezolva problemele umanității. Adam ajunge târziu acasă, iar tăl său îi verifică caietul de temme, dar nu găsește doar chestiuni matematice, ci și desene cu doamne sumar îmbrăcate. Vizitatorii iau primul contact cu oamenii. În casa familiei Bernau izbucnește un incendiu, iar vizitatorii cred că au nimerit la timp pentru a stinge focul și a recupera caietul din flăcări.
4. Acțiunea Caietul nr. 1 - Cei patru vizitatori se deghizează într-o echipă de pompieri pentru a se apropia de casă și cu tehnologia secolului al XXV-lea să stingă focul și să obțină caietul lui Adam, pe care îl urmăresc cu atât interes. Creierul central se înșală însă în planurile sale. Astfel, vizitatorii sosesc îmbrăcați în uniforme de pompieri din secolul al XIX-lea. Incendiul este stins, iar caietul lui Adam arde. În timpul incendiului, Adam vrea să salveze mașina, dar distruge toată mobila. După stingerea incendiului, pompierii adevărați îi servesc pe vizitatori cu rachiu, iar Karas se îmbată și pierde laserul. Acesta încape pe mâinile lui Alois Drichlik. Echipa se teme să nu se deconspire, căci laserul este o tehnologie foarte avansată pentru acele vremuri. Vizitatorii se întorc noaptea la locul incendiului, dar găsesc un caiet în care sunt scrise numai prostii. 
5. Nu s-au găsit notițele - Vizitatorii se deghizează ca geometriști și își iau o cameră la hotelul unde se mutase familia Bernau, care își pierduse casa în incendiu. Dr. Noll dezinfectează toate articolele. Vizitatorii mănâncă o oală întreagă de Amaronen până li se face rău și apoi îl urmăresc prin oraș pe Adam. Vizitatorii cumpără din magazine o mulțime de lucruri inutile, totuși ei nu-și uită scopul. Montează trei microfoane în camera unde stă familia Bernau. În timpul montării, Karas pierde pe podeaua hotelului videocamera minusculă, iar directorul hotelului calcă din greșeală pe ea și i se lipește de talpa pantofului. 
6. Secretul marelui profesor - Aflați în garajul hotelului, vizitatorii vor să intre în contact cu viitorul. Mașina dispune de o antenă, iar triunghiul reflectorizant roșu este în realitate un transmițător puternic. Din nefericire, directorul hotelului intră cu mașina în garaj și calcă cu roata peste triunghi. Adam este urmărit în continuare. Făcând cumpărături într-un supermarket, vizitatorii descoperă cu stupoare, că bătrânul Drichlik, pentru a liniști un copil care plânge, îi oferă cadou un obiect care este în realitate laserul pe care îl căutau atâta. 
7. Caruselul de la miezul nopții - Adam Bernau, împreună cu câinele său, Fido, se duc la bâlci, unde consumă bere și crenvurști împreună cu profesorul Drichlik. Cei patru îi urmează. În dorința de a comunica cu planeta lor și de a-i informa că urmează pista lui Adam Bernau, vizitatorii își pun în funcțiune emițătorul puternic, care fusese reparat de Karas. Impactul energetic al triunghiului face ca toate luminile din oraș să se aprindă și se pune în mișcare caruselul. Din nefericire poliția intră pe fir și-i anchetează. Vizitatorii trimit fotografia profesorului Drichlik în viitor. Katja se îndrăgostește de tânărul ziarist și scriitor Peter. Expediția îl urmărește pe Adam în călătoria cu școala la Kruzenburg, în oraș rămânând doar Karas.
8. Geniu între patru pereți - Karas este însărcinat cu o misiune pe care expediția Adam 84 o consideră de mare interes, este vorba de transportarea videocamerei de pe pantoful directorului hotelului în locuința Bernau. Între timp, elevii și cei trei vizitatori vizitează orașul Kruzenburg. Din greșeală, profesorul Filip și copilul Adam sunt închiși în camera de tortură. Ei discută formule matematice, printre alte lucruri. În camera de hotel a familiei Bernau, videocamera este plasată pe antena unui televizor vechi alb-negru, care recepționează 30 programe din întreaga lume. La Kruzenburg copii aruncă avioane de hârtie, din foi rupte din caietele lor. Vizitatorii urmăresc avioanele, sperând ca printre foile aruncate să fie și foaia pe care este scrisă formula. 
9. Febră de 43 grade - Dr. Noll adoarme cu o veche carte de medicină pe piept. Filip, Katja și Karas - ceilalți membri ai Expediției Adam ' 84 - participă la o tombolă la hotel, unde se desfășoară și o discotecă. Katja începe o relație de dragoste cu Peter. Bătrânul Drichlik bate toba cu mare ingeniozitate până o sparge. În acest timp, dr. Noll se îmbolnăvește de febră. Are temperatură de 43 grade, dar frumoasa doctoriță Olga nu îl ajută. Noll fură o seringă și se duce la spital. Hoțul Ede consideră că este un bun moment de a pune mâna pe banii vizitatorilor. Din păcate, fură și pune în valiză pe lângă bani și "anihilatorul". Adam scrie noi formule, ceea ce dă speranțe pentru vizitatori. 
10. Adam 84 - vă rog răspundeți - Spitalul nu îl poate ajuta pe dr. Noll. Din analizele făcute acestuia reiese că este cel mai sănătos om pe care l-au văzut. Profesorul Filip descoperă furtul banilor și cu ajutorul înregistrării video îl află pe făptaș. Ede vrea să părăsească orașul. Vine o furtună, iar Ede este lovit de fulger și ajunge la spital, exact lângă patul unde se afla dr. Noll. Drichlik, un colecționar pasionat de valize, găsește anihilatorul printre alte lucruri și îl restituie lui Karas. Din păcate, anihilatorul distrusese banii furați de către Ede. Astfel, cei patru sunt nevoiți să ceară trimiterea de bani din viitor. 
11. S-a întâmplat mâine - Ziaristul și scriitorul Peter le-a făcut o fotografie membrilor expediției, pe care îi crede geometriști, dar negativul este gol. Karas l-a distrus cu o rază laser. Dr. Noll continuă să zacă în spital și se străduie să o atragă pe doctorița Olga care îl consideră un escroc veritabil. Lenchen, camerista de la hotel, de care Noll este un pic îndrăgostit, îl confundă pe Ede la spital cu Noll. Acest lucru este de înțeles, din moment ce Ede era bandajat complet, iar dr. Noll evadase ajutat de ceilalți membri ai expediției. Tehnicianul Karas pregătește din punct de vedere tehnic cea mai bună cale de contact cu viitorul. El golește astfel lacul Bejschowetz, iar crapii din lac sunt nevoiți să înoate în mocirlă. Bătrânul Drichlik și Adam decid să salveze câțiva pești și anunță poliția că lacul este gol, dar între timp vizitatorii folosiseră umbrelele electromagnetice pentru a atrage ploaia numai asupra lacului și a-l umple din nou cu apă...
12. Milioanele din viitor - Vizitatorii părăsesc hotelul și se mută acasă la Drichlik. Acesta ajută familia Bernau să-și repare casa arsă în incendiu, primind în schimb multă bere. Vizitatorii așteaptă în continuare primirea banilor din viitor pe malul lacului Bejschowetz. Prin coincidență, Drichlik trece pe malul lacului, este orbit de o lumină puternică și primește un pachet de bani drept în cap. Vizitatorii îl salvează. În coliba lui Drichlik, vizitatorii își usucă perucile. Bătrânul își dă seama că geometriștii nu sunt măsurători de terenuri, ci călători probabil dintr-o altă galaxie. Banii trimiși din viitor și care căzuseră în apă, sunt uscați cu fierul de călcat, dar nu pot fi folosiți, pentru că sunt din anul 1884.
13. Descoperirea - Vizitatorii se resemnează cu ideea că au eșuat în misiunea lor și se pregătesc să se întoarcă în viitor. Prin vânzarea a 34 de sticle de bere goale și a tuturor lucrurilor inutile cumpărate, ei fac rost de bani să achite nota de plată de la hotel. Dr. Noll cercetează casa familiei Bernau și descoperă un nou caiet de matematică. Karas plasează o videocameră în zgarda câinelui Fido. Vizitatorii îl îmbată pe Drichlik și îi ascund pantalonii, pentru a putea acționa în liniște...
14. Apă și lacrimi - Adam apare în casa marelui său profesor. Filip îi explică bătrânului cine sunt vizitatorii și care este scopul expediției. Katja plânge pentru că trebuie să-și ia rămas bun de la Peter. El nu știe că nu se vor mai revedea niciodată. 500 de ani se află între ei. Tehnicianul Karas cere calculatorului său de buzunar să-i spună când urmează să moară bătrânul Drichlik și află că ziua morții profesorului este foarte aproape. Drichlik se înspăimântă, iar Katja își dă seama că a rămas puțină vreme până la moartea bătrânului...
15. Mici reparații ale lumii - Adam dă drumul la apa dintr-un baraj și inundă o parte din oraș. Academicianul Filip îi cere un autograf lui Adam pe fotografia acetuia din perioada celebrității sale. Micul geniu nu se recunoaște în poză. Tatăl Bernau cade de pe acoperiș și aterizează pe pian. Este furios pe Adam că acesta are note mici la matematică și îi aruncă caietele în stradă. Vizitatorii fură poza făcută lor de Peter și care trebuia să apară în ziar. Pe drumul de întoarcere, se întâlnesc cu bătrânul Drichlik aflat pe bicicletă. O cisternă cu petrol are un accident, iar Drichlik este accidentat în urma exploziei. Vizitatorii îl iau pe bătrân în mașina timpului și se întorc în viitor. Acesta este însănătoșit și descoperă faptul că Terra nu este amenințată de nici o cometă, creierul central calculând greșit traiectoria ca urmare a faptului că suportul pe care era pus își pierduse stabilitatea...
16. Întâlnirea cu vizitatorii (Documentar despre realizarea seriei) - Acesta este un reportaj care arată cum s-au desfășurat cele 223 zile de filmare ale serialului "Vizitatorii": în zăpadă și gheață, în apă, în munți, în studioul TV, în studioul de filmare Barrandov, precum și ideile scenaristului Ota Hofman și ale regizorului Jindrich Polak.

## Legături suplimentare
- Návštěvníci